# Masahiro Matsuoka
Masahiro Matsuoka (松岡 昌宏 Matsuoka Masahiro?) es un baterista y actor japonés. Es miembro de Tokio, un grupo musical de Johnny Entertainment. Sus apodos son Mabo y Maa-kun. Interpretó a Shinichi Ozaki en Godzilla: Final Wars, y apareció en la serie de comedia Yasuko to Kenji. 

## Carrera

### Como un artista
Matsuoka se unió a la banda de pop/rock Tokio como baterista en 1990, aunque la banda no debutó hasta 1994. Junto con otros miembros de Tokio, fue un bailarín de fondo para bandas de idols como Hikaru Genji. 

### Como un actor
Matsuoka ha tenido papeles en más de 20 dramas. Su primer papel principal fue en Psychometrer Eiji, un drama de ciencia ficción de misterio de 1997. En 2008 protagonizó una serie de comedia Yasuko to Kenji, basada en un manga cómico del artista Aruko. 

## Filmografía
| Año  | Título                            | Medio    | Papel              | Notas                                   |
| ---- | --------------------------------- | -------- | ------------------ | --------------------------------------- |
| 1993 | Ichigo Hakusho                    | TV       |                    |                                         |
| 1994 | Hana no Ran                       | TV       | Ashikaga Yoshihisa | Drama Taiga                             |
| 1994 | Ari yo Sabara                     | TV       |                    |                                         |
| 1995 | Watashi, Mikata Desu              | TV       |                    |                                         |
| 1996 | Hideyoshi                         | TV       | Mori Ranmaru       | Drama Taiga                             |
| 1996 | Nurse no Oshigoto                 | TV       |                    | Rol de invitado                         |
| 1996 | Yuzurenai Yoru                    | TV       |                    |                                         |
| 1997 | Psychometrer Eiji                 | TV       | Eiji               | Primer papel principal                  |
| 1997 | Nurse no Oshigoto 2               | TV       |                    | Rol de invitado                         |
| 1998 | Love and Peace                    | TV       | Kenta Horiguchi    | Rol principal                           |
| 1999 | Psychometrer Eiji 2               | TV       | Eiji               | Rol principal                           |
| 1999 | Tengoku ni Ichiban Chikai Otoko   | TV       | Shiro Amakasu      | Rol principal                           |
| 2000 | Shokatsu                          | TV       |                    | Rol principal                           |
| 2001 | Tengoku ni Ichiban Chikai Otoko 2 | TV       | Kazuya Okinoshima  | Rol principal                           |
| 2002 | Nurseman                          | TV       | Takasawa Yujiro    | Rol principal                           |
| 2003 | Musashi                           | TV       | Kojiro Sasaki      | Drama Taiga                             |
| 2003 | Manhattan Love Story              | TV       | Tencho             | Rol principal                           |
| 2004 | Nurseman ga Yuku                  | TV       | Yuujirou Takasawa  | Rol principal                           |
| 2004 | Godzilla: Final Wars              | Película | Ozaki Shinichi     | Rol principal                           |
| 2006 | Yaoh                              | TV       | Ryosuke            | Rol principal                           |
| 2007 | Oishinbo                          | TV       | Shiro Yamaoka      | Rol principal. Especial 2007 solamente. |
| 2007 | Marathon                          | TV       | Noguchi Yoji       |                                         |
| 2008 | Ten to Chi to                     | TV       | Kagetora Nagao     | Rol principal                           |
| 2008 | Yasuko to Kenji                   | TV       | Oki Kenji          | Rol principal                           |
| 2009 | Hissatsu Shigotonin 2009          | TV       | Ryoji              | Temporada 2009                          |
| 2010 | Kaibutsu Kun                      | TV       | Demokin            | Temporada 2010                          |
| 2016 | Kaseifu no Mitazono               | TV       | Mitazono           | Rol principal                           |